# Léon Parisot
Pour les articles homonymes, voir Léon Parisot (cycliste) et Parisot.
Léon Parisot, né à Bezalles le 29 janvier 1881 et mort à Bombaye le 29 juin 1913) est pionnier français de l'aviation.
Pilote et constructeur, Léon Parisot nait à Bezalles le 9 septembre 1881. Il obtient son brevet de pilote en 1909, et, en septembre de l'année suivante, a l'intrépidité de poser son aéroplane sur l'esplanade des Invalides à Paris. Il ne peut éviter un réverbère, mais sort vivant de l'avion brisé au sol en trois morceaux.
Son appareil de formule Farman comportait trois stabilisateurs, un moteur Gnome de 50 ch et une hélice L.E.P. D'une envergure de 14 mètres, sa masse utile était de 220 kilogrammes. 
Il devient directeur d'une école d'aviation à Liège.
Il se tue dans un accident lors d'une exhibition à Bombaye (Belgique), le 29 juin 1913.

## Sources
1. ↑  « Léon Parisot, Bezalles », sur topic-topos.com via Wikiwix (consulté le 12 octobre 2023).
2. ↑  Le petit Parisien, 30 juin 1913, p. 1 ; La Gazette de Château-Gontier, 3 juillet 1913, n° 53, p. 2 ; L'aérophile, 15 juillet 1913, p. 321 ; L'Industrie vélocipédique, 5 juillet 1913, p. 419 ; L'Auto-vélo, lundi 30 juin 2013, p. 6. Certains de ces articles lui donnent le prénom de Louis.